# NGC 3022
NGC 3022 is een lensvormig sterrenstelsel in het sterrenbeeld Sextant. Het hemelobject werd op 19 februari 1830 ontdekt door de Britse astronoom John Herschel.

## Synoniemen
- MCG -1-25-46
- PGC 28257